# Nattliv (TV-program)
Nattliv är ett direktsänt spelprogram som visas dels i TV4, men även i TV400 och TV4 Plus. Genom ordgåtor kan tittarna ringa in och vinna pengar. Produktionsbolag är 2waytraffic.
Något som väckte stor uppmärksamhet var när programledaren Eva Nazemson plötsligt kräktes under en direktsändning av Nattliv i TV4 Plus.